# Carlos José Esteves
Carlos José Esteves  é um político brasileiro.
Foi deputado estadual no Amazonas e prefeito do município de Maués (Amazonas) nas gestões 1964—1968, 1978—1982 e 1997—2000. Em 2000 não conseguiu se reeleger, e desde então não concorre a nenhum cargo eletivo.